# Willa Holland
Willa Joanna Chance Holland (Los Angeles, 18 giugno 1991) è un'attrice e modella statunitense.

## Biografia
Willa Holland nasce a Los Angeles, figlia di Keith Holland e dell'attrice Darnell Gregorio-De Palma. Ha due sorelle, una maggiore Brianna e una minore Piper: quest'ultima è nata dal secondo matrimonio della madre con il regista e sceneggiatore Brian De Palma. Trascorre parte della sua infanzia a Chelsea, Londra, dove assiste alle riprese del film Mission: Impossible. Frequenta la Kenter Canyon Elementary School, la Paul Revere Middle School e, per poco tempo, la Palisades Charter High School.
Nell'estate del 1998, all'età di sette anni, trascorre una giornata negli Hamptons con la sua famiglia a casa del regista Steven Spielberg, che suggerisce a sua madre di farle tentare la carriera cinematografica. Al suo ritorno a Los Angeles a settembre viene iscritta all'agenzia di moda Ford Modeling Agency, 
cominciando subito a lavorare. Il suo primo ingaggio è con Burberry, al quale fanno seguito Guess?, Gap, Ralph Lauren, Vogue e molti altri.
L'anno seguente, la madre la iscrive ad un'agenzia cinematografica e comincia così a girare diversi spot pubblicitari. Nel 2001 debutta al cinema e in televisione con piccole parti in alcuni film e serie televisive, raggiungendo una certa notorietà interpretando il ruolo di Kaitlin Cooper, sorella minore di Marissa, nella terza e quarta stagione della serie televisiva The O.C..
Nel dicembre 2007, Holland entra nel cast del film indipendente Garden Party, nel quale interpreta l'adolescente April, il cui sogno è diventare modella. A settembre 2008 viene annunciata la sua partecipazione alla seconda stagione della serie televisiva di The CW Gossip Girl, nella quale è Agnes, una modella sedicenne che fa amicizia con Jenny Humphrey, il personaggio di Taylor Momsen. A marzo 2010 torna in un episodio della terza stagione.
Il 17 maggio 2010, Square Enix annuncia che doppierà Aqua nel gioco per PlayStation Portable Kingdom Hearts Birth by Sleep, commercializzato il 7 settembre in Nord America. Quello stesso anno è nel thriller Legion e ha un cameo in The Last Song. Nel 2011 è Janice Heddon nel film Straw Dogs, remake dell'omonimo del 1971.
A febbraio 2012, Holland entra nel cast della nuova serie di The CW Arrow nel ruolo di Thea Queen, sorella di Oliver Queen/Freccia Verde.

## Filmografia

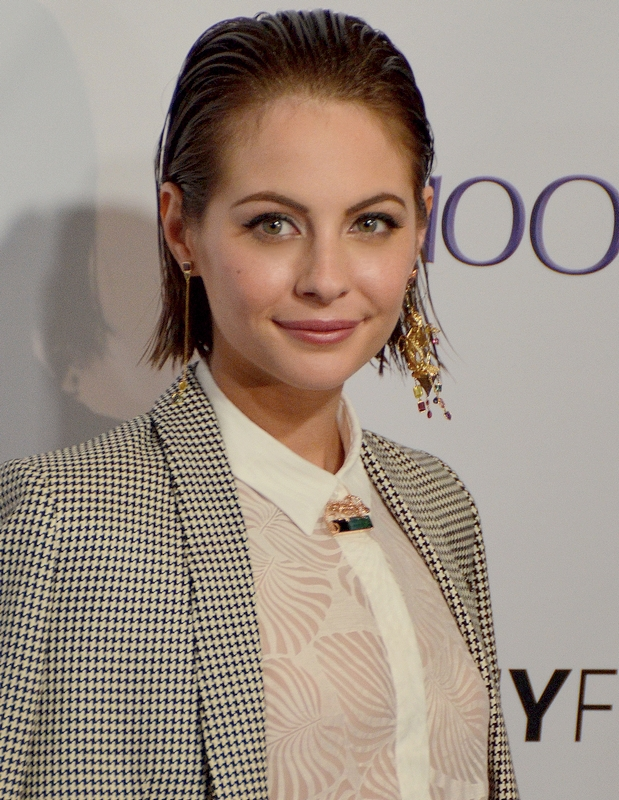
Willa Holland al PaleyFest 2015.

### Attrice

#### Cinema
- Ordinary Madness, regia di Bernardo Gigliotti (2001)
- Chasing 3000, regia di Gregory J. Lanesey (2008)
- Garden Party, regia di Jason Freeland (2008)
- Middle of Nowhere, regia di John Stockwell (2008)
- Genova - Un luogo per ricominciare (Genova), regia di Michael Winterbottom (2008)
- Legion, regia di Scott Charles Stewart (2010)
- Straw Dogs, regia di Rod Lurie (2011)
- Tiger Eyes, regia di Lawrence Blume (2012)
- Fighting Belle, regia di Andy Sparaco (2013)

#### Televisione
- The Comeback - serie TV, episodio 1x09 (2005)
- The O.C. - serie TV, 22 episodi (2006-2007)
- Gossip Girl - serie TV, 5 episodi (2008-2012)
- Arrow - serie TV, 138 episodi (2012-2020)
- The Flash - serie TV, 2x08 (2015)

### Doppiatrice
- Scarface: The World Is Yours - videogioco (2006)
- Kingdom Hearts Birth by Sleep - videogioco (2010)
- Kingdom Hearts 3D: Dream Drop Distance - videogioco (2012)
- Kingdom Hearts HD 2.5 ReMIX (2014)
- Kingdom Hearts HD 2.8 Final Chapter Prologue - videogioco (2016)
- Kingdom Hearts III (2019)

## Doppiatrici italiane
Nelle versioni in italiano delle opere in cui ha recitato, Willa Holland è stata doppiata da:
- Letizia Scifoni in The O.C., Gossip Girl, Legion, Chasing 3000
- Ilaria Latini in Arrow, The Flash
- Valentina Favazza in Genova - Un luogo per ricominciare